# Божићна пирамида
Божићне пирамиде су божићни украси који имају своје корене у фолклору и обичајима региона Рудне горе у Немачкој, али који су постали популарни широм света. Састоје се од украшеног пирамидалног спољашњег оквира са свећњацима и централне вртешке са ротором на врху који покреће топли ваздух из упаљених свећа. Вртешка је украшена сценама јаслица и другим божићним фигурама попут анђела и мудраца, као и светским мотивима попут рударских народних и шумских сцена.

## Опис
Сугерише се да је божићна пирамида претеча јелке. Ове пирамиде нису ограничене само на Божић: у Рудним горама постојао је обичај да се игра око „дрвета Светог Јована“, „пирамиде украшене венцима и цвећем“, на летњи солстициј. Божићна пирамида није у облику пирамиде, већ је нека врста вртешке на неколико спратова, од којих неки приказују хришћанске мотиве као што су сцене анђела или јасла, а други са више секуларним мотивима као што су планински народ, шуме и друге сцене из свакодневног живота. Окретно кретање се традиционално постиже уз помоћ свећа чија растућа топлота окреће елису.
Божићне пирамиде су направљене од дрвета и засноване су на платформама са четири до осам страна са дугачким мотком у средини који служи као осовина на коју се цео апарат сужава изнад и која подржава све даље платформе. Унутар стакленог или керамичког носача налази се вратило на која је причвршћена најмање једна платформа. Фигуре, које стоје на платформама, такође су традиционално направљене од дрвета.
Божићне пирамиде имају различите облике од замршено изрезбарених минијатурних кућа са косим крововима, до великих структура на више спратова које једноставно служе као приказ за изрезбарене фигуре. У многим градовима Рудне горе постоје велике божићне пирамиде на божићној пијаци или на другим локацијама повезаним са божићном вревом.
Већина пирамида приказује сцене јасли. Они укључују причу о рођењу Исуса Христа, о пастирима и мудрацима који посећују дете и о анђелима који се радују на небу. Јасле се често постављају на најдужу полицу на дну пирамиде, док би шишарка или звезда била на врху.

## Историја божићне пирамиде
Божићне пирамиде су првобитно биле окачене са плафона кућа. Обичај се проширио Европом, углавном у Италију и Енглеску, а у Америку су га донели немачки имигранти у 18. веку.
Порекло божићних пирамида сеже у средњи век. У овом периоду било је традиционално у јужној и западној Европи уносити зимзелене гране, на пример шимшир, у дом и качити их како би се одагнала мрзовоља у мрачним и хладним зимским месецима. У северној и источној Европи за постизање овог циља коришћене су традиционалне свеће. Божићна пирамида би на крају ујединила ове две традиције и постала симбол божићних прослава. Претеча пирамиде била је конструкција позната као Lichtergestelle ('светлосни сталак') који су били веома популарни у 18. веку. Биле су то конструкције од четири стуба, украшене зимзеленим гранама, везане на врху и осветљене свећама. У великим градовима јелка, сада препознатљива широм света, постепено је заменила Lichtergestelle, али у планинама људи нису видели једноставно дрво окићено светлима; него су их подсећали на капстане, који су се обично користили у рудницима Рудне горе. Облику пирамиде додато је ротационо кретање бока и рођене су најраније божићне пирамиде.
Назив Божићна пирамида настао је зато што је Наполеонов поход на Египат крајем 18. века донео слике пирамида назад у Европу и на крају у Рудне горе, где су подсећале људе на рударске капстане, а такође и на божићне конструкције.
Важан продор у популарности божићне пирамиде догодио се око 1830. открићем керозина. Раније су људи користили релативно скупе свеће или репичино уље. Како су средства за паљење и окретање пирамида постала много јефтинија, традиција се проширила. Сада се такве пирамиде могу наћи у бројним стиловима и величинама широм Немачке, као и у многим деловима Сједињених Држава.